# 市川團十郎 (5代目)
五代目 市川 團十郎（いちかわ だんじゅうろう、寛保元年〈1741年〉 - 文化3年10月30日〈1806年12月9日〉）とは、江戸の歌舞伎役者。屋号は成田屋、俳名は梅童・男女川（おながわ）・三升・白猿。定紋は三升。

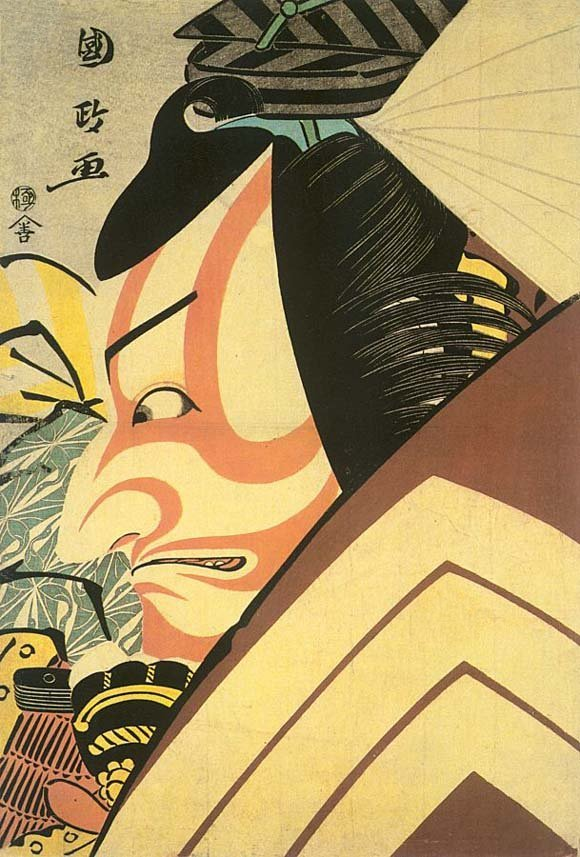
歌川国政作の1796年公演の『暫』を描いた浮世絵。

## 来歴
二代目松本幸四郎の子として江戸に生まれる。はじめ市川梅丸の名で修業し、延享2年（1745年）、市川幸蔵の名で初舞台を踏む。
宝暦4年（1754年）、父幸四郎が四代目團十郎を襲名すると同時に三代目松本幸四郎を襲名。市川家の御曹司として名を売る一方で着実に実力を上げた。明和7年（1770年）に父が松本幸四郎の名に復し、入れ替わりに江戸中村座で五代目市川團十郎を襲名、『暫』を初代團十郎から累代相伝の衣装で勤めた。父幸四郎は二年後に三代目市川海老蔵を襲名した後数年で隠居し、まもなく死去した。以後五代目は江戸歌舞伎の第一人者としてその屋台骨を支えた。
洒脱な人柄で、寛政3年（1791年）11月には江戸市村座で市川蝦蔵を襲名したが、これは「親父は海老蔵を襲名したが、おれはえびはえびでも雑魚えびの蝦」と遠慮したものだった。同時に俳名を白猿としたが、これにも口上で「祖父の栢筵の音だけを頂戴し、名人には毛が三本足らぬおれは白猿」と述べて周囲を煙に巻いている。跡取り息子が妾腹では世間体がどうかと、これをいったん門弟の二代目市川升蔵に引き取らせたうえで、そこからいとこの芝居茶屋和泉屋勘十郎の養子に出し、数年後に改めて自分の養子として迎えるという手の込んだ気配りも見せた。この子の方にはしっかりと四代目市川海老蔵を襲名させ、数え十三になると六代目市川團十郎の名跡を譲った。
寛政8年（1796年）に役者を引退し、成田屋七左衛門と名乗り向島反古庵に隠居した。しかし寛政11年（1799年）5月に六代目團十郎が数え二十二で急死すると、市川白猿の名で舞台に戻り老躯に鞭打って孫に芸を仕込んだ。翌年11月市村座の顔見世興行は、市川家元祖百年忌追善興行と孫の市川ゑび蔵（七代目市川團十郎）の團十郎襲名披露興行を重ねた盛大なもので、白猿は孫の襲名披露の口上と、だんまりの一幕に大伴山主の役で出た。享和元年（1801年）、河原崎座で三代目桜田治助作の『名歌徳三升玉垣』（めいかのとくみますのたまがき）で般若五郎を勤めたのを最後に翌年引退した。六畳一間を借り、自分はザコエビ（鰕）だとして市川鰕蔵と名乗り、寂しい晩年を送った。写楽の筆による「市川鰕蔵の竹村定之進」（右上）は、寛政6年（1794）の5月に河原崎座で上演された「恋女房染分手綱」の一場面を描いたもの。
文化3年、66歳で死去。辞世の句は「木枯らしに 雨もつ雪の 行衛かな」。また孫でこの年15歳になったばかりの七代目團十郎の将来を祝福して、「顔見世や 三升樽の 江戸のつや」と詠んだ。墓所は青山墓地。

## 人物・芸風
細工をしないおおらかな芸風で、荒事の他、実悪、女形など様々な役柄をつとめ分け「東夷南蛮・北狗西戎・四夷八荒・天地乾坤」の間にある名人と評された。どんな役でもくさらずに懸命につとめ、生活面も真面目で、多くの人たちから尊敬され「戯場の君子」とまで呼ばれた。文才もあり松尾芭蕉の作風を慕って俳諧をよくし、また花道のつらねの名で狂歌を詠み、立川焉馬、大田蜀山人ら当時一流の文化人との交流を持ち、堺町連という狂歌師のグループを形成した。『狂歌友なし猿』、『市川白猿集』など著書も多数ある。18世紀後半における江戸歌舞伎の黄金時代を作り上げた名優であった。

## 逸話

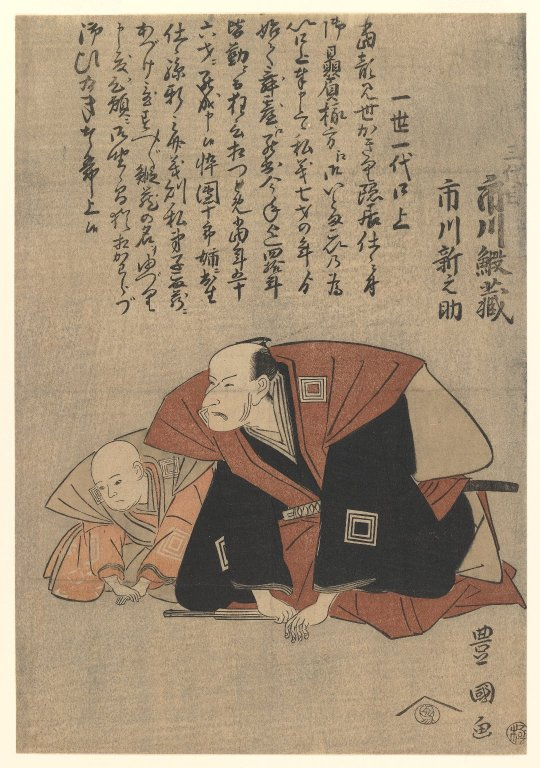
寛政8年に引退する際に出された絵。「一世一代口上」と題して、「当顔見世かぎり隠居仕り候に付き、御贔屓様方へおいとまごいの為口上を以て申上げ奉り候…」と役者を引退すること、さらに孫の市川新之助（七代目團十郎）をのちのちまで贔屓にしてくれるようにと頼んでいる。歌川豊国画。

寛政8年にいったん引退するその二、三年前のこと、白猿は中村座で鏡山物の岩藤を演じた。戯作者の山東京山は兄の山東京伝を誘ってこれを見物に出かけ、その幕間に楽屋で仕度をする白猿を訪ねた。しかしこのとき白猿は楽屋で岩藤の化粧をしながら、「普通の家ならばこの年になると息子に家督を譲って隠居する身でありながら、何の因果か、役者渡世に生まれたばかりに、恥ずかしげもなく女の真似をしています」と涙して語ったということが、京山著の随筆『蜘蛛の糸巻』に記されている。
『蜘蛛の糸巻』の話には、さらに続きがある。そうして白猿が引退したのちのこと、或る日京山がやはり兄の京伝に連れられて、向島の白猿の隠居所を訪ねたことがあった。しかしその隠居所とは借家で間取りは六畳と台所だけ、天井には板も張らないなど、質素を通り越した粗末なものであった。部屋の中には3尺幅の仏壇があったが、その仏壇の中には、ほんらい仏像があるところに白い紙が1枚だけ貼ってある。京山と京伝は、この白紙は一体なんなのかと白猿に尋ねた。すると白猿は「あの紙は西の内です」と答えたので、ふたりはたいそう面白がったという。これは「西ノ内紙」（にしのうちがみ）の「西」に「西方浄土」（極楽浄土）を引っ掛け、西の内すなわち西方浄土に縁あるもののつもりで、仏の代わりに拝んでいると洒落たのである。

## 親交
團十郎と親交を結んだひとりに、落とし噺の会を主催した職人出身の江戸の噺家、烏亭焉馬がいる。焉馬は團十郎のファンであり、またの名を「立川談洲楼（たてかわ だんしゅうろう）」と称した。焉馬もまた狂歌師でもあった。